# François-Jean-Baptiste de Quesnel
François-Jean-Baptiste de Quesnel (Saint-Germain-en-Laye, 18 de Janeiro de 1765 — Paris, Abril de 1819) foi um general francês que comandou as forças francesas no norte de Portugal durante a 1.ª invasão francesa da Guerra Peninsular, onde foi feito prisioneiro.